# ماريانا سيميونسكو
ماريانا سيميونسكو (بالرومانية: Mariana Simionescu)‏ مواليد 27 نوفمبر 1956 في رومانيا، هي لاعبة كرة مضرب رومانية سابقة وكانت تلعب باليد اليمنى. كما أنها إحدى بطلات الجراند سلام. أعلى تصنيف لها في الفردي كان المركز الـ 36 في سنة 1978.

## بطولات حققتها
- دورة رولان غاروس الدولية

## روابط خارجية
- ماريانا سيميونسكو على موقع رابطة محترفات التنس (الإنجليزية)
- ماريانا سيميونسكو على موقع الاتحاد الدولي لكرة المضرب (الإنجليزية)
- ماريانا سيميونسكو على موقع كأس بيلي جين كينغ (الإنجليزية)
- ماريانا سيميونسكو على موقع خلاصة التنس.كوم (الإنجليزية)